# مارك هاريس (سياسي)
مارك هاريس (بالإنجليزية: Mark Harris)‏ هو سياسي أمريكي، ولد في 27 يناير 1779 في الولايات المتحدة، وتوفي في 2 مارس 1843 في نفس البلد. انتخب أمين صندوق الدولة ‏ وانتخب عضو مجلس النواب الأمريكي.